# Кучевиці
45°29′ пн. ш. 15°24′ сх. д. / 45.48° пн. ш. 15.40° сх. д.
Кучевиці (хорв. Kučevice) — населений пункт у Хорватії, у Карловацькій жупанії у складі громади Нетретич.

## Населення
Населення за даними перепису 2011 року становило 119 осіб.
Динаміка чисельності населення поселення: